# Гайана на летних Олимпийских играх 2024

## Квалификация
| № п/п | Вид спорта        | Мужчины        | Мужчины                | Женщины        | Женщины                | Всего          | Всего                  |
| № п/п | Вид спорта        | Завоевано квот | Количество спортсменов | Завоевано квот | Количество спортсменов | Завоевано квот | Количество спортсменов |
| ----- | ----------------- | -------------- | ---------------------- | -------------- | ---------------------- | -------------- | ---------------------- |
| 1     | Лёгкая атлетика   | 1              | 1                      | 1              | 1                      | 2              | 2                      |
| 2     | Настольный теннис |                |                        | 1              | 1                      | 1              | 1                      |
| 3     | Плавание          | 1              | 1                      | 1              | 1                      | 2              | 2                      |
|       | ИТОГО             | 2              | 2                      | 3              | 3                      | 5              | 5                      |

## Состав команды
Лёгкая атлетика
1. Эмануэль Арчибальд[англ.]
2. Алия Абрамс[англ.]

 Настольный теннис
1. Челси Эджхилл[англ.]

 Плавание
1. Раэквон Ноэль[англ.]
2. Алека Персо[англ.]

## Легкая атлетика
Легкоатлеты Гайаны выполнили норматив для участия в Играх 2024 года, пройдя прямую квалификацию или по мировому рейтингу, в нижеследующих дисциплинах
Беговые дисциплины
| Спортсмен          | Дисциплина        | Забеги    | Забеги | Утеш. забеги | Утеш. забеги | Полуфиналы            | Полуфиналы            | Финал                 | Финал                 |
| Спортсмен          | Дисциплина        | Результат | Место  | Результат    | Место        | Результат             | Место                 | Результат             | Место                 |
| ------------------ | ----------------- | --------- | ------ | ------------ | ------------ | --------------------- | --------------------- | --------------------- | --------------------- |
| Эмануэль Арчибальд | Мужчины 100 м     | 10,40     | 8      | —            | —            | завершил выступление  | завершил выступление  | завершил выступление  | завершил выступление  |
| Алия Абрамс        | Женщины 100 м с/б | 51,55     | 4 R    | 51,84        | 5            | завершила выступление | завершила выступление | завершила выступление | завершила выступление |

## Настольный теннис
Гайана получила одно универсальное место для участия в женском одиночном разряде.
| Спортсмен     | Дисциплина     | Предв. матчи         | 1/32 финала           | 1/16 финала           | 1/8 финала            | Четвертьфиналы        | Полуфиналы            | Финал / За 3 место    | Финал / За 3 место    |
| Спортсмен     | Дисциплина     | Соперник Результат   | Соперник Результат    | Соперник Результат    | Соперник Результат    | Соперник Результат    | Соперник Результат    | Соперник Результат    | Место                 |
| ------------- | -------------- | -------------------- | --------------------- | --------------------- | --------------------- | --------------------- | --------------------- | --------------------- | --------------------- |
| Челси Эджхилл | Женщины личное | CMRСара Ханффу П 1–4 | завершила выступление | завершила выступление | завершила выступление | завершила выступление | завершила выступление | завершила выступление | завершила выступление |

## Плавание
Гайана получила два универсальных места для участия в олимпийском турнире пловцов.
| Спортсмен     | Дисциплина                        | Заплывы    | Заплывы | Полуфиналы            | Полуфиналы            | Финал                 | Финал                 |
| Спортсмен     | Дисциплина                        | Время      | Место   | Время                 | Место                 | Время                 | Место                 |
| ------------- | --------------------------------- | ---------- | ------- | --------------------- | --------------------- | --------------------- | --------------------- |
| Раэквон Ноэль | Мужчины 400 метров вольным стилем | 4.02,29 NR | 34      | завершил выступление  | завершил выступление  | завершил выступление  | завершил выступление  |
| Алека Персо   | Женщины 100 м вольный стиль       | 1.01,29    | 28      | завершила выступление | завершила выступление | завершила выступление | завершила выступление |